# Cacosternum nanum
Cacosternum nanum är en groddjursart som beskrevs av George Albert Boulenger 1887. Den ingår i släktet Cacosternum och familjen Pyxicephalidae. IUCN kategoriserar arten globalt som livskraftig.

## Beskrivning
Cacosternum nanum är en liten groda med en kroppslängd från nos till kloak på upptill 2,5 cm. Färgteckningen varierar mycket på ryggen, men vanligen är den brun med mörkare fläckar, och en mörk strimma på vardera sidan som går från näsan, genom ögat till frambenen. Undersidan är spräcklig i vitt och mörkgrått.

## Taxonomi
Artens taxonomi är omtvistad. Vissa källor erkänner två underarter, Cacosternum nanum nanum och Cacosternum nanum parvum (Poynton 1963; Lambiris 1989a). Andra vidhåller emellertid, att C. n. parvum är en egen art, Cacosternum parvum. Denna artikel följer den senare inställningen, och ser Cacosternum parvum som en separat art. Främsta skillnaden mellan arterna är att C. parvum lever på högre höjder i provinserna Mpumalanga och KwaZulu-Natal, och att de har annorlunda läten.

## Utbredning
Arten finns i Sydafrika från Västra Kapprovinsen och vidare nordöst längs Tugelaflodens dalgång till KwaZulu-Natals lågländer, samt vidare in i södra Swazilands låglänta områden. Den anses vara en mycket vanlig art, och Internationella naturvårdsunionen (IUCN) har inte identifierat några hot mot arten utan klassificerar den som livskraftig ("LC").

## Ekologi
Habitatet består av gräshedar i anslutning till fynbos, savann, gräsmarker, buskage, jordbruksmark, planteringar, skog och bebyggda områden. Cacosternum nanum kommer ofta fram i samband med regn. Under torrperioder kan arten gå i dvala i vattensamlingar under ytan, eller under trädstammar och stenar. Även här kan den visa sig i stort antal under kraftiga regn.
På grundval av observationer av fångna djur antas det att arten till stor del lever av myggor, och att den på så sätt spelar en viktig roll i ekosystemet.
Arten leker under regntiden i temporära eller permanenta vattensamlingar, även djupare sådana, i vassruggar och i gräsvegetation kring dammar. Honan lägger äggen i vattensamlingarna i grupper om 8 till 25 stycken, ibland ända upp till 50. De nyförvandlade grodorna lämnar vattnet redan efter 17 dagar, vilket är bland de snabbaste förvandlingarna bland groddjuren.